# November Woods
November Woods est un poème symphonique du compositeur britannique Arnold Bax écrit en 1917. Il s'agit d'une représentation musicale de la nature, qui intègre aussi l'état émotionnel du compositeur qui l'écrit après la fin de son mariage et sa liaison avec la pianise Harriet Cohen. Pour le compositeur lui-même, l'œuvre n'est pas une symphonie à programme, mais dépeint un sentiment plutôt qu'une image ou une histoire.

## Contexte
Le poème symphonique est terminé en novembre 1917. Il est créé par l'orchestre Hallé sous la direction d'Hamilton Harty à Manchester le 18 novembre 1920. Le critique Samuel Langford (en) souligne, dans le Guardian, la « grandeur et l'unicité de la conception » (« grandeur and singleness of conception ») tout en notant l'influence de Richard Wagner en estimant que l'œuvre n'a pas le sens primitif de la musique du compositeur allemand mais un attrait « intensément humain » (« intensely human »). Le poème symphonique a ensuite été donné le mois suivant lors d'un concert de la Royal Philharmonic Society au Queen's Hall de Londres, toujours sous la direction d'Hamilton Harty. Un critique anonyme du Times écrit : « L'ensemble nous a impressionnés par une image habile et plutôt théâtrale des « bois si sauvages » et plutôt trop longue pour la valeur réelle de ses idées musicales » (« The whole thing impressed us by a skilful and rather stagey picture of « the woods so wild » and rather too drawn out for the actual value of its musical ideas »).

## Structure
L'œuvre est écrit pour trois flûtes, un piccolo, deux hautbois, un cor anglais, trois clarinettes, une clarinette basse, deux bassons, un contrebasson, quatre cors, trois trompettes, trois trombones, un tuba, deux harpes, des timbales, des cymbales, une grosse caisse, un glockenspiel, un céleste et des cordes.
L'exécution dure entre seize et dix-sept minutes.

## Analyse
Le poème symphonique, comme plusieurs autres d'Arnold Bax, s'inspire de la nature. Le compositeur nie tout contenu programmatique, déclarant que l'œuvre « peut être considérée comme une impression de la musique sombre et orageuse de la nature à la fin de l'automne, mais l'ensemble du morceau et ses origines sont liés à certaines expériences plutôt troublantes que je vivais moi-même à l'époque… » (« may be taken as an impression of the dank and stormy music of nature in the late autumn, but the whole piece and its origins are connected with certain rather troublous experiences I was going through myself at the time… »). Les expériences auxquelles Arnold Bax fait allusion sont liées à la rupture de son mariage et à sa relation avec la pianiste Harriet Cohen. Le second thème, plus apaisé, peut, selon le musicologue Keith Anderson, suggérer les sentiments plus tranquille de la période antérieure.
Après une ouverture qui évoque un vent fort, avec des glissendos de harpe et un thème rapide aux bois, le violoncelle solo joue en sourdine la suite du thème mélodique. Le thème principal, figure chromatique descendante de trois notes, domine la première partie de l'œuvre et est développé avant le second thème, d'allure andante con moto, dans lequel la harpe et le violoncelle ajoutent des couleurs au thème exposé par le cor anglais, le basson et l'alto. La section centrale, où les cordes jouent dans une nuance pianissimo et des cors dans leur tessiture la plus aiguë, précède un bref développement de forme sonate et une réexposition. Après une apothéose sonore, la musique revient à la tonalité initiale de sol mineur et s'achève dans un fondu mélodique de la clarinette basse,.
Le musicologue John Palmer commente qu'en dépit de l'importance des effectifs, l'orchestration de Bax est l'une des plus subtiles de toute son œuvre : « Dans les premiers instants, les bois frémissants, les harpes et les cordes en sourdine présentent un éventail de couleurs délicatement changeant » (« In the opening moments, quivering woodwinds, harps, and muted strings present a delicately shifting array of colors »). Il attire aussi l'attention sur les combinaisons instrumentales, telles que le hautbois doublant le violoncelle et l'alto jouant avec le basson et le cor anglais.

## Enregistrements
L'œuvre n'a pas été enregistrée du vivant du compositeur.
Le premier enregistrement a été réalisé pour Lyrita Recorded Edition par l'Orchestre philharmonique de Londres, sous la direction d'Adrian Boult, en novembre 1967. La discographie de Bax, exécutée par Graham Parlett, contient les détails de six enregistrements ultérieurs.